# (65583) Theoklymenos
(65583) Theoklymenos (4646 T-2) – planetoida z grupy trojańczyków okrążająca Słońce w ciągu 11,87 lat w średniej odległości 5,2 j.a. Odkryta 30 września 1973 roku.